# Telefontastatur

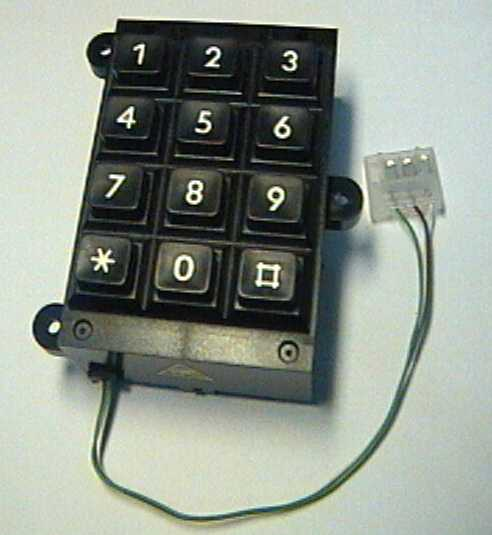
Einfache Telefontastatur

Eine Telefontastatur dient der Wahl der Rufnummer an Telefonen, Telefaxgeräten und ähnlichen Geräten. Beginnend in den 1970er Jahren hat sie die früher verwendete Wählscheibe bei Geräten ab den 1990er Jahren nahezu vollständig verdrängt.

## Empfehlung ITU-T E.161
Die Anordnung und Beschriftung der Tasten von Telefontastaturen ist standardisiert durch die Empfehlung ITU-T E.161 der Internationalen Fernmeldeunion Arrangement of digits, letters and symbols on telephones and other devices that can be used for gaining access to a telephone network. Die Norm ist in drei Sprachen (englisch, französisch und spanisch) herausgegeben und standardisiert somit auch die Symbolbezeichnungen in diesen Sprachen.
Die Stern- und die Rautetaste müssen nicht vorhanden sein.

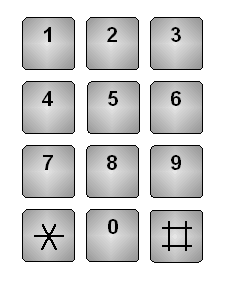
Standardtastatur
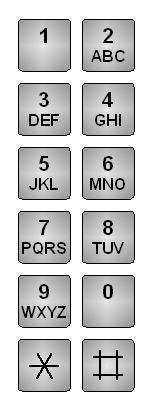
Alternative Tastenanordnung
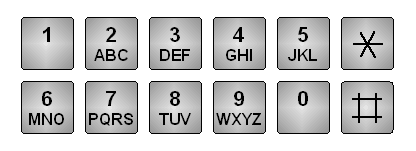
Alternative Tastenanordnung

### Zifferntasten
Anordnung der Ziffern auf Telefontastaturen: Die Anordnung der Zifferntasten entspricht nicht der vieler anderer Gerätetastaturen, zum Beispiel an Taschenrechnern, Rechenmaschinen, Kassen, oder dem Ziffernblock von Computertastaturen. Die Ziffern 1, 2 und 3 sind oben. Das rührt daher, dass die Ziffern so angeordnet wurden, dass wie bei einer früher üblichen Wählscheibe die 1 oben und 9 und 0 unten sind.
Die Zifferntaste 5 ist zur Unterstützung von Sehbehinderten mit einer fühlbaren Markierung zu versehen.
Zuordnung von Buchstaben zu den Ziffern

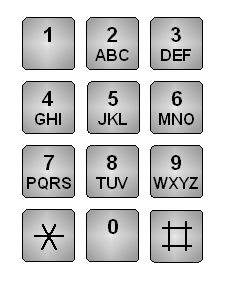
Standardtastatur mit Buchstaben

Zusätzlich zu den Ziffern dürfen drei bis vier Buchstaben pro Taste aufgeprägt werden. Die Zuordnung für Lateinbuchstaben ist festgelegt und kam schon lange vor der Existenz von Mobiltelefonen und SMS im Zusammenhang mit der Buchstabenwahl auf, die vor allem in Nordamerika verbreitet ist. Dort enthielten Rufnummern ursprünglich die ersten zwei oder drei Buchstaben des Namens der Vermittlungsstelle, z. B. hatten zur Vermittlungsstelle „Lakewood“ gehörende Anschlüsse Telefonnummern der Form LA-1234. Später, als die Buchstaben abgeschafft wurden, kam es auf, sich für ganze (7-stellige) Rufnummern Buchstabenabfolgen auszudenken, die ein leichter zu merkendes Wort ergeben. Die Buchstabenzuordnung war bezüglich der selteneren Buchstaben O, Q und Z ursprünglich nicht einheitlich.

### Stern

„Stern“

Das unten links platzierte Symbol  wird im Deutschen „Stern“ genannt (entsprechend den Bezeichnungen in der Norm: englisch star, französisch astérisque, spanisch estrella). Es besteht aus drei gleich langen rechteckigen Balken, von denen einer waagerecht ist und die anderen beiden in der Mitte im 60°-Winkel kreuzt. In Unicode ist diesem Symbol kein Zeichencode direkt zugeordnet, ähnliche Zeichen sind ⚹ U+26B9 sextile „Sextil“ (das als astrologisches Symbol jedoch je nach Schriftart abweichende Formen aufweisen kann) und 🞶 U+1F7B6 medium six spoked asterisk (das jedoch einen senkrechten Balken aufweist und so gegenüber dem ITU-Zeichen um 90° gedreht erscheint). Das auch häufig verwendete „Sternchen“ * (U+002A asterisk) ist für eine normgerechte Wiedergabe weniger geeignet, da viele seiner Glyphen fünf statt sechs Speichen ausweisen, die zudem häufig nicht der Rechteckform entsprechen; außerdem wird es im laufenden Text zumeist nicht versalhoch, sondern wie ein hochgestelltes Zeichen dargestellt. Die im September 2024 herausgegebene Unicode-Version nennt das Zeichen U+2217 asterisk operator als das zur Darstellung des Telefontastatur-Sterns geeignete Zeichen; mit Stand September 2024 ist dieses Zeichen jedoch in vielen gängigen Schriftarten nicht enthalten.

### Raute

Mögliche Formen des „Raute“-Symbols gemäß ITU-T E.161

Das unten rechts platzierte Symbol ⌗ (englisch square „Quadrat“, französisch dièse „Kreuz (Notenschrift)“, spanisch cuadrado „Quadrat“) ist in Unicode als U+2317 viewdata square enthalten, wird aber häufig mit dem ähnlichen (mittlerweile auch allgemein Rautezeichen genannten) # (Unicode: U+0023 number sign) wiedergegeben, da dieses auf Standard-Computertastaturen vorhanden ist. Die deutsche Bezeichnung „Raute“ entspricht insoweit dem Standard, als dieser Alternativbezeichnungen zulässt, und ist insoweit zutreffend, als die Kanten gleich lang sein müssen (so dass das Innere tatsächlich eine geometrische Raute ist). Dabei müssen die Linienenden bei der quadratischen Form pro Seite zwischen 8 % und 18 % der Kantenlinienlänge überstehen, bei der schrägen Form (Innenwinkel 80°) stets um 18 %.

## Technik

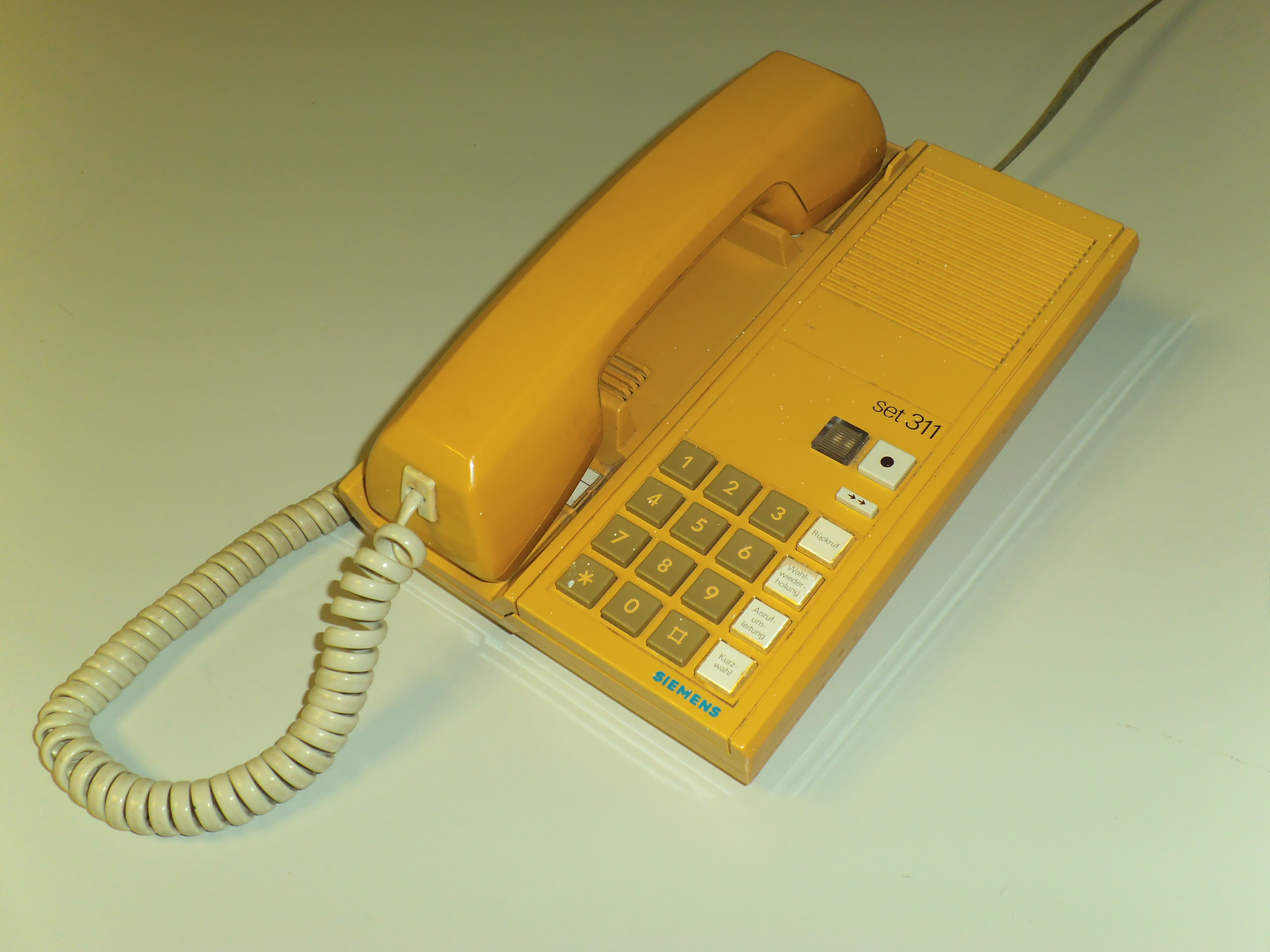
Tastentelefon mit Zusatztasten A–D, hier als Funktionstasten zur Steuerung einer Nebenstellenanlage, ca. 1990–1992

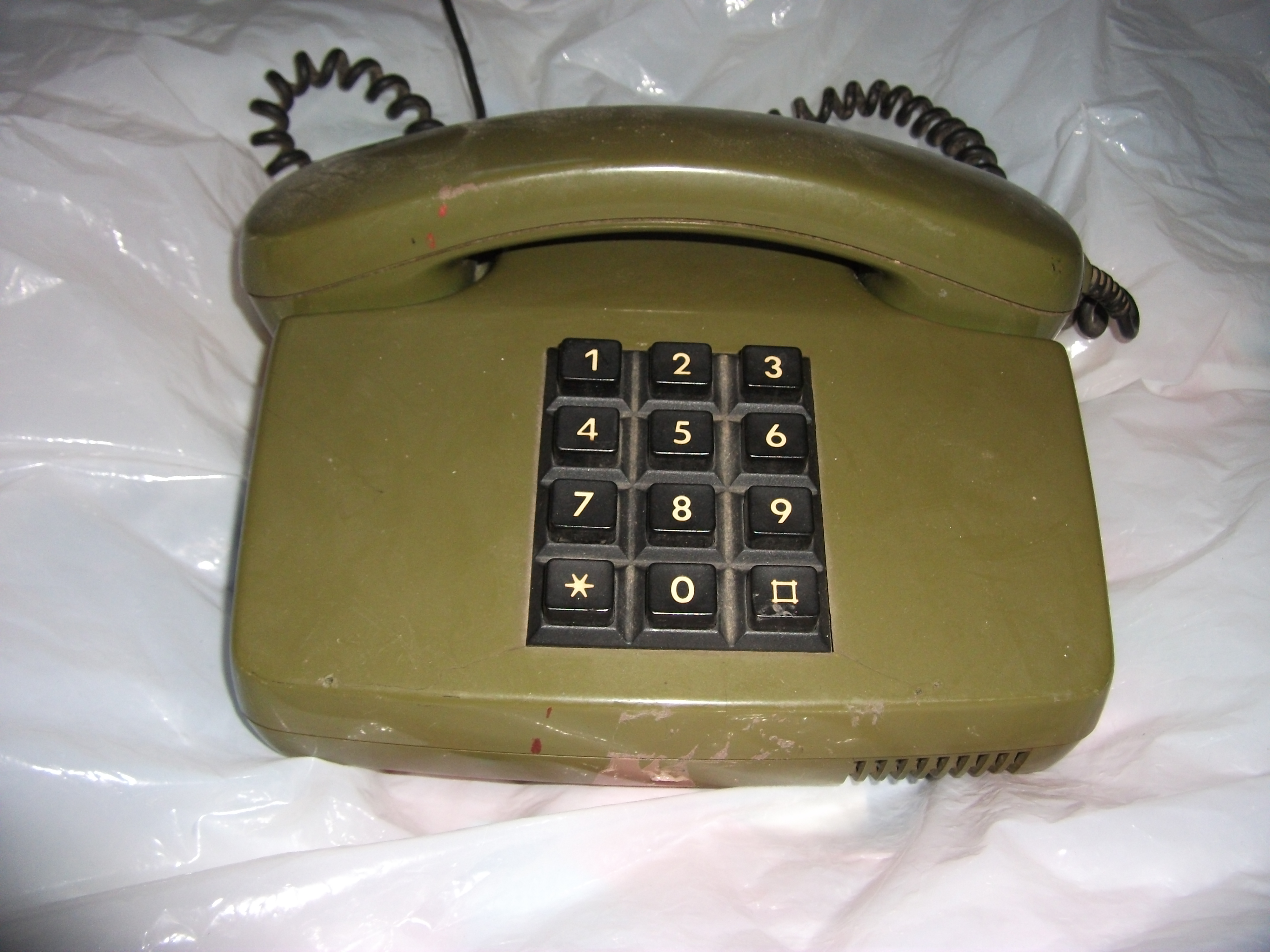
Tastentelefon Post FeTAp 751 von 1982 mit Impulswahl

Die Übertragung der gewählten Ziffern geschieht meist über das Mehrfrequenzwahlverfahren. Dabei ist jeder Zeile und jeder Spalte eine bestimmte Tonfrequenz zugeordnet. Beim Druck einer Taste wird gleichzeitig deren Zeilen- und Spaltenton übertragen. In älteren Tastaturen gab es für jede Zeile und Spalte einen Schieber, der, beim Tastendruck ausgelöst, über einen Schalter den entsprechenden (in einer Integrierten Schaltung (IC)) befindlichen Tongenerator einschaltete. Heute sind die Tasten über eine Matrix direkt mit dem Tongenerator-IC verbunden. Die meisten Tastaturen können aus Kompatibilitätsgründen auch auf das von der Wählscheibentechnik herrührende Impulswahlverfahren umgeschaltet werden.
Insgesamt sind 16 übertragbare Zeichen definiert. Zusätzlich zu den Ziffern sind das Stern (), Raute (⌗) und die Buchstaben 'A' bis 'D', letztere sind jedoch auf kaum einer Tastatur zu finden.
Es gab auch Telefontastaturen mit Impulswahl. Diese wurden in nicht mehrfrequenzwahlfähigen Telefonnetzen verwendet, um dennoch den Komfort eines Tastentelefons nutzen zu können. Fast alle frühen Tastaturen der Bundespost-Telefone waren nur impulswahlfähig. In Nebenstellenanlagen gab es auch Telefontastaturen nach dem Dioden-Erd-Verfahren (DEV). Hier wurde ein dritter Leiter oder die Erde zum Auswerten der Tastendrücke benötigt. In öffentlichen Netzen bewährte sich dieses Verfahren nicht.